# キャメロン・マイズナー
- キャメロン・マイスナー

キャメロン・リー・マイズナー（Kameron Lee Misner, 1998年1月8日 - ）は、 アメリカ合衆国ミズーリ州バトラー郡ポプラ・ブラフ出身のプロ野球選手（外野手）。左投左打。MLBのタンパベイ・レイズ所属。
メディアによっては「マイスナー」と表記されることもある。

## 経歴

### プロ入り前
2016年のMLBドラフト33巡目（全体1003位）でカンザスシティ・ロイヤルズから指名されたが、この時は契約せずにミズーリ大学コロンビア校へ進学した。

### プロ入りとマーリンズ傘下時代
2019年のMLBドラフト戦力均衡ラウンドA（全体35位）でマイアミ・マーリンズから指名され、プロ入り。契約後、傘下のルーキー級ガルフ・コーストリーグ・マーリンズでプロデビュー。A級クリントン・ランバーキングスでもプレーし、2チーム合計で42試合に出場して打率.270、2本塁打、24打点、11盗塁を記録した。
2020年は新型コロナウイルスの影響でマイナーリーグの全試合が中止されたため、公式戦への出場は無かった。
2021年はA+級ベロイト・スナッパーズとAA級ペンサコーラ・ブルーワフーズでプレーし、2チーム合計で102試合に出場して打率.253、12本塁打、59打点、26盗塁を記録した。オフにはアリゾナ・フォールリーグに参加し、メサ・ソーラーソックスに所属した。

### レイズ時代
2021年12月1日にジョーイ・ウェンドルとのトレードで、タンパベイ・レイズへ移籍した。
2022年は傘下のAA級モンゴメリー・ビスケッツでプレーし、117試合に出場して打率.251、16本塁打、62打点、32盗塁を記録した。
2023年はAAA級ダーラム・ブルズでプレーし、130試合に出場して打率.226、21本塁打、58打点、21盗塁を記録した。
2024年も開幕からAAA級ダーラムでプレーし、8月2日にメジャー契約を結んでアクティブ・ロースター入りした。同日のヒューストン・アストロズ戦にて代走で出場してメジャーデビュー。そこから14打数連続無安打が続くも8月22日のオークランド・アスレチックス戦の第4打席でメイソン・ミラーからメジャー初安打を記録した。この年メジャーでは8試合に出場して打率.067だった。
2025年はメジャーの開幕ロースター入りした。3月28日のコロラド・ロッキーズとの開幕戦ではベンチスタートも、8回表の守備から途中出場して9回裏に先頭打者で迎えた2025年シーズン初打席でビクター・ボドニックからメジャー初本塁打にもなるサヨナラ本塁打を記録し、このシーズン及び暫定本拠地となるジョージ・M・スタインブレナー・フィールドでの初勝利をもたらした。

## 詳細情報

### 年度別打撃成績
| 年 度    | 球 団    | 試 合 | 打 席 | 打 数 | 得 点 | 安 打 | 二 塁 打 | 三 塁 打 | 本 塁 打 | 塁 打 | 打 点 | 盗 塁 | 盗 塁 死 | 犠 打 | 犠 飛 | 四 球 | 敬 遠 | 死 球 | 三 振 | 併 殺 打 | 打 率 | 出 塁 率 | 長 打 率 | O P S |
| -------- | -------- | ----- | ----- | ----- | ----- | ----- | -------- | -------- | -------- | ----- | ----- | ----- | -------- | ----- | ----- | ----- | ----- | ----- | ----- | -------- | ----- | -------- | -------- | ----- |
| 2024     | TB       | 8     | 15    | 15    | 0     | 1     | 0        | 0        | 0        | 1     | 0     | 0     | 0        | 0     | 0     | 0     | 0     | 0     | 10    | 0        | .067  | .067     | .067     | .133  |
| MLB：1年 | MLB：1年 | 8     | 15    | 15    | 0     | 1     | 0        | 0        | 0        | 1     | 0     | 0     | 0        | 0     | 0     | 0     | 0     | 0     | 10    | 0        | .067  | .067     | .067     | .133  |

- 2024年度シーズン終了時

### 年度別守備成績
| 年 度 | 球 団 | 左翼（LF） | 左翼（LF） | 左翼（LF） | 左翼（LF） | 左翼（LF） | 左翼（LF） | 中堅（CF） | 中堅（CF） | 中堅（CF） | 中堅（CF） | 中堅（CF） | 中堅（CF） | 右翼（RF） | 右翼（RF） | 右翼（RF） | 右翼（RF） | 右翼（RF） | 右翼（RF） |
| 年 度 | 球 団 | 試 合      | 刺 殺      | 補 殺      | 失 策      | 併 殺      | 守 備 率   | 試 合      | 刺 殺      | 補 殺      | 失 策      | 併 殺      | 守 備 率   | 試 合      | 刺 殺      | 補 殺      | 失 策      | 併 殺      | 守 備 率   |
| ----- | ----- | ---------- | ---------- | ---------- | ---------- | ---------- | ---------- | ---------- | ---------- | ---------- | ---------- | ---------- | ---------- | ---------- | ---------- | ---------- | ---------- | ---------- | ---------- |
| 2024  | TB    | 4          | 4          | 0          | 0          | 0          | 1.000      | 2          | 8          | 0          | 0          | 0          | 1.000      | -          | -          | -          | -          | -          | -          |
| MLB   | MLB   | 4          | 4          | 0          | 0          | 0          | 1.000      | 2          | 8          | 0          | 0          | 0          | 1.000      | -          | -          | -          | -          | -          | -          |

- 2024年度シーズン終了時

### 背番号
- 26（2024年 - ）